# 회가 쿠스텐

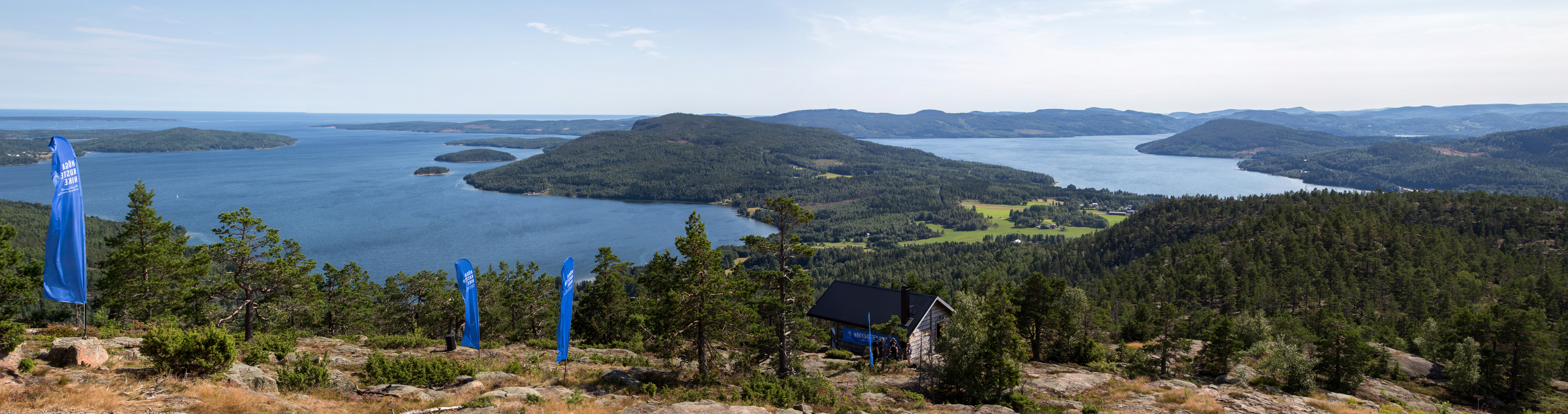
회가 쿠스텐

회가 쿠스텐(스웨덴어: Höga Kusten) 또는 영어로 하이 코스트(영어: High Coast)는 스웨덴 옹에르만란드에 펼쳐진 보트니아만 해안부의 해안이다. 이 일대는 빙기에는 거대한 빙상이 형성되어 있으며, 그것이 후퇴함에 따라 육지에 걸리는 가중치가 경감되어 왔다. 그 반동으로 연간 평균 1cm 전후라는 현저한 토지의 융기(리바운드 현상)를 일으키고 있어 해수면 연구의 좋은 예로 알려져 있다. 헤가 쿠스텐의 뛰어난 지질학적 특성과 등방성 반동의 독특한 사례로 인해 핀란드의 크바르켄과 같이 하이 코스트/크바르켄 군도라는 이름으로 세계유산으로 등록되어 있다.